# Ортонитраты
Ортонитраты — соли несуществующей ортоазотной кислоты H3NO4. В чистом виде получены только ортонитраты щелочных металлов.

## Физические свойства
Ортонитраты щелочных металлов представляют собой бесцветные кристаллы. Рентгеноструктурный анализ показал, что анион {\displaystyle {\mathsf {NO_{4}^{3-}}}} — правильный тетраэдр с расстоянием N-O более длинным (0,139 нм), чем в нитрат-ионе (0,114÷0,121 нм).

## Получение
Ортонитраты получают длительным сплавлением оксидов и нитратов щелочных металлов, например:
{\displaystyle {\mathsf {Na_{2}O+NaNO_{3}{\xrightarrow {310-320^{o}C}}Na_{3}NO_{4}}}}

## Химические свойства
Ортонитраты при растворении полностью гидролизуются:
{\displaystyle {\mathsf {Na_{3}NO_{4}+H_{2}O{\xrightarrow {\ }}2NaOH+NaNO_{3}}}}
Во влажном воздухе ортонитраты взаимодействуют с углекислым газом:
{\displaystyle {\mathsf {Na_{3}NO_{4}+CO_{2}{\xrightarrow {\ H_{2}O}}NaNO_{3}+Na_{2}CO_{3}}}}
При нагревании ортонитраты разлагаются:
{\displaystyle {\mathsf {2K_{3}NO_{4}{\xrightarrow {500^{o}C}}2KNO_{2}+2K_{2}O+O_{2}\uparrow }}}

## Применение
Соли ортоазотной кислоты не нашли практического применения из-за своей нестабильности.